# 黄培康
黄培康（1935年9月28日—），中国电子技术专家，中国航天科工集团公司科技委顾问、研究员。生于上海市南汇县。1956年毕业于南京工学院（现东南大学）无线电工程系。曾任航天二院科技委副主任、研究员。曾获国家科技进步二等奖等多项奖励。2005年当选为中国工程院院士。